# Kolkwicja chińska
Kolkwicja chińska (Kolkwitzia amabilis) – gatunek krzewu z rodziny przewiertniowatych z monotypowego rodzaju kolkwicja Kolkwitzia Graebner, 1901. W naturze rośnie w zaroślach na skalistych stokach i urwiskach oraz na przydrożach i jest rzadko spotykany w środkowych Chinach (prowincje: Anhui, Gansu, Henan, Hubei, Shaanxi, Shanxi). Rozpowszechniony jest jednak w uprawie jako roślina ozdobna. Walorem użytkowym jest obfite kwitnienie w drugiej połowie wiosny, przy czym efektowne są nie tylko barwne korony kwiatów, ale też silnie owłosione zalążnie i później owoce. Nazwa rodzajowa upamiętnia profesora botaniki z Berlina – Richarda Kolkwitza. 

## Morfologia

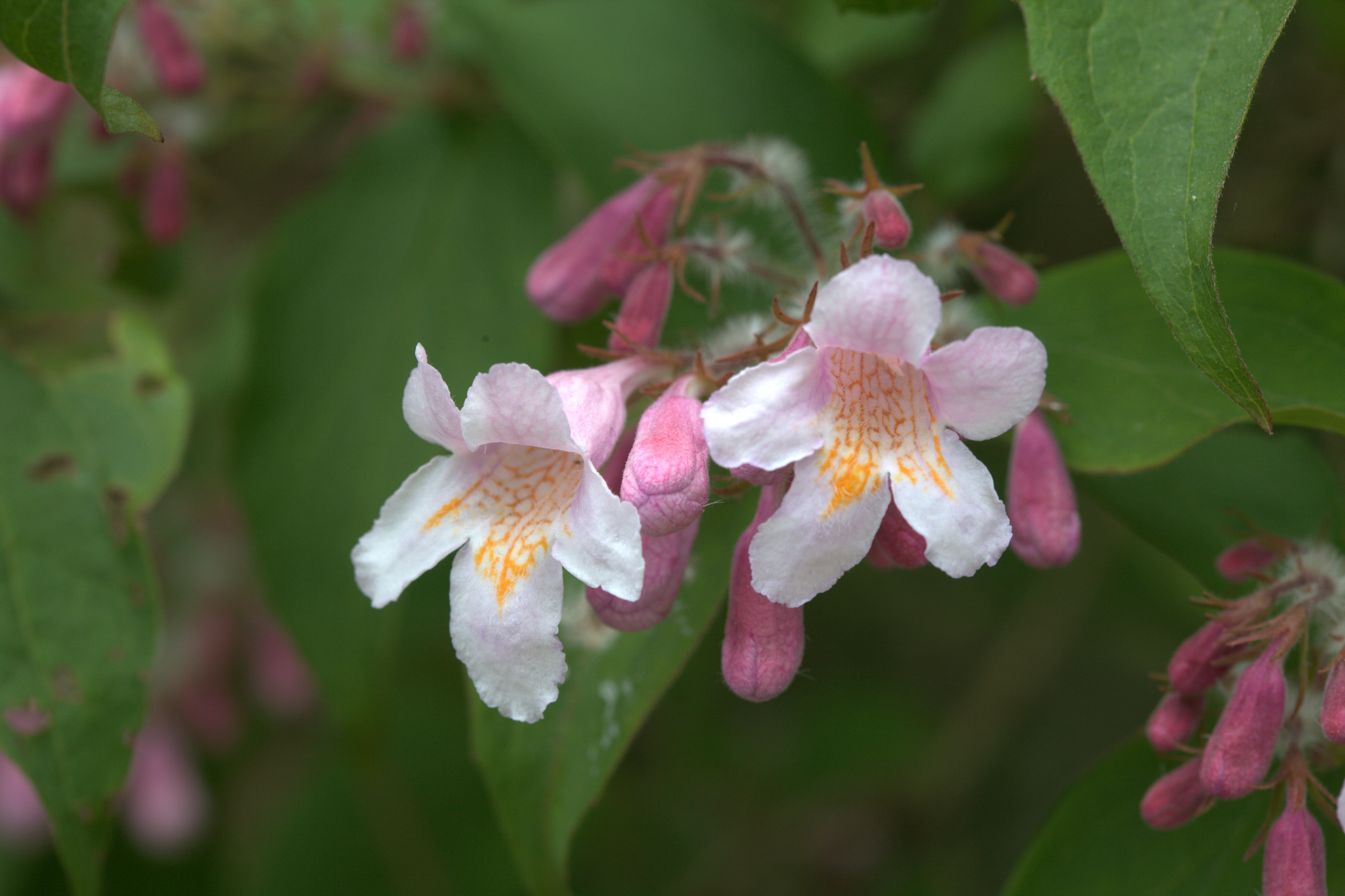
Kwiaty
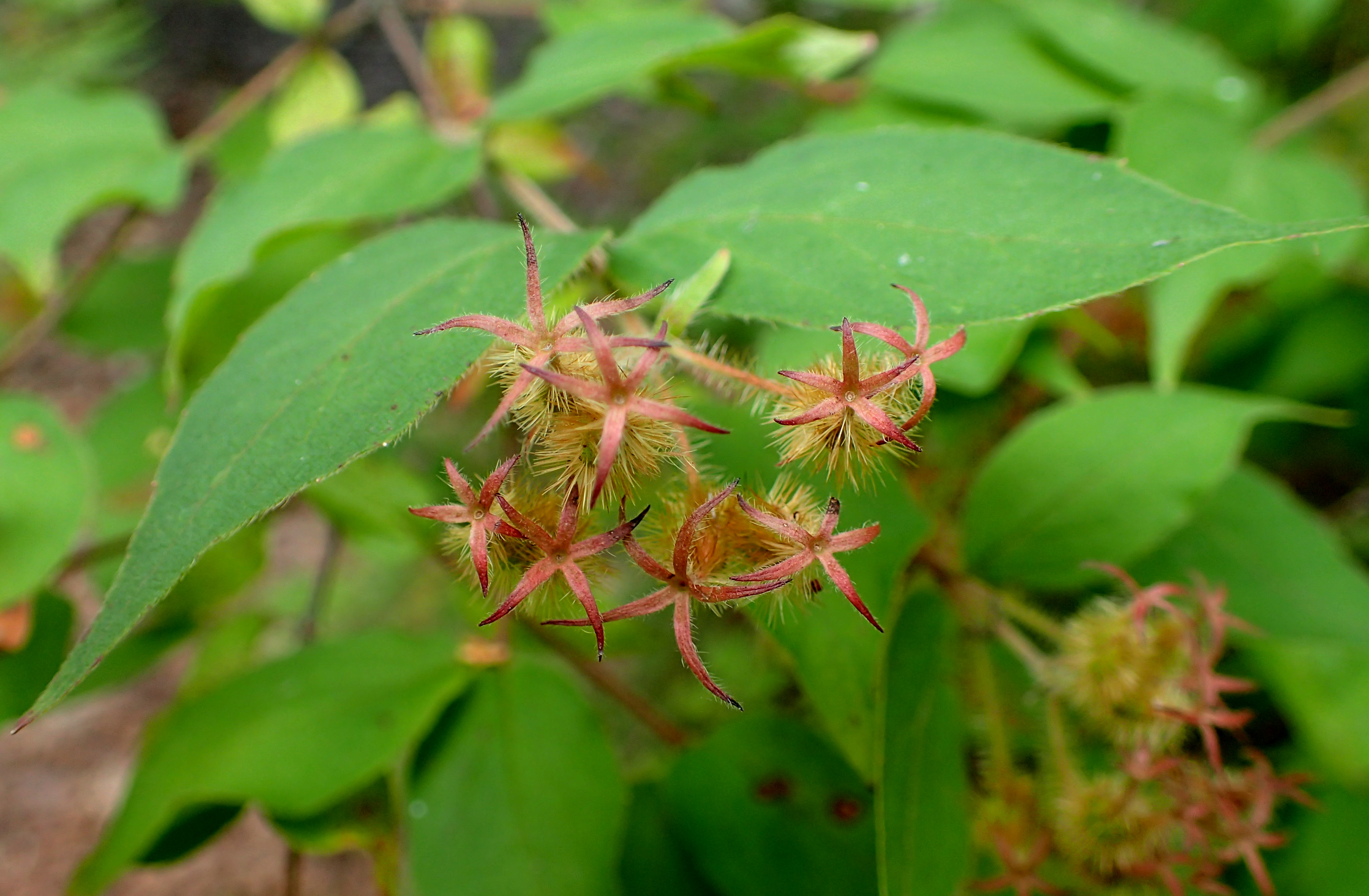
Owoce
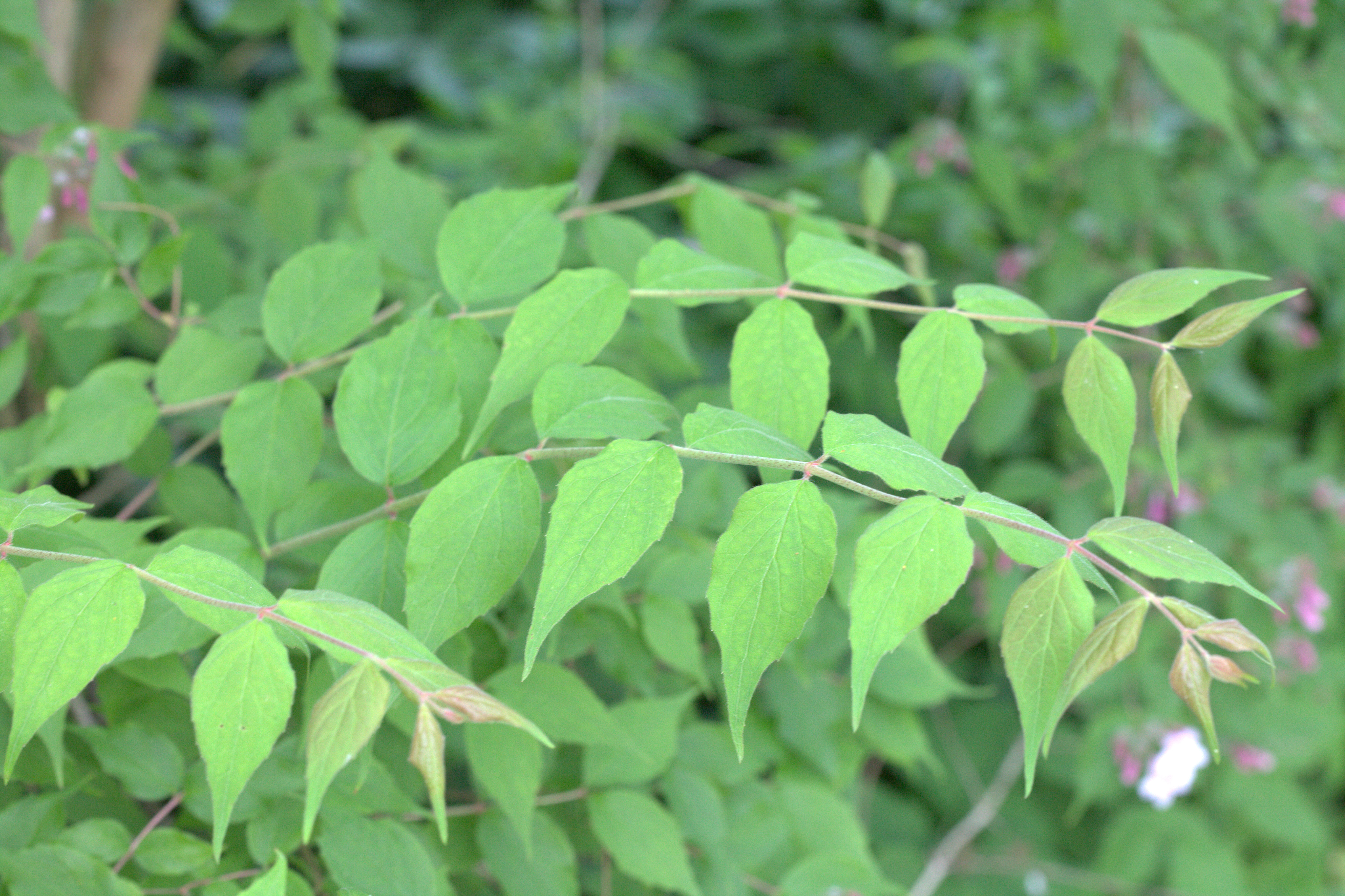
Liście

PokrójKrzew o pędach prosto wznoszących się lub przewisających, osiągający do 3–4 m wysokości, rzadko nawet do 5 m, rozłożysty. Młode pędy miękko owłosione, z czasem łysiejące, cienkie. Na starszych pędach kora łuszczy się cienkimi, strzępiastymi płatami.
LiścieOpadające na zimę, naprzeciwległe (zwykle dwustronnie rozłożone wzdłuż pędów), osadzone na ogonkach długości 1–2 mm. Blaszka jest szerokojajowata do eliptycznej, o nasadzie zaokrąglonej i wierzchołku długo zaostrzonym. Osiąga 3–8 cm długości i 1,5–2,5 cm szerokości. Blaszka jest całobrzega, choć czasem obecnych jest też kilka drobnych ząbków na brzegu. Z obu stron jest rzadko owłosiona, ale na wiązkach przewodzących i brzegu liścia owłosiona jest gęsto.
KwiatyBezwonne, zebrane w złożone kwiatostany wiechowate wzdłuż ubiegłorocznych pędów, w obrębie których wyrastają pojedynczo lub parami (wówczas zalążnie parami zrośnięte) na szypułkach długości do 1–1,5 cm. U nasady kwiatów znajdują się ciasno do nich przylegające, lancetowate przysadki. Kielich składa się z 5 działek, u nasady zrośniętych w wąską rurkę, wyżej szeroko rozpostartych, wąskich łatek o długości 5 mm, pokrytych włoskami. Korona kwiatu długości 15–25 mm składa się z 5 płatków zrośniętych w dolnej połowie w wąską rurkę, wyżej rozpostartych, tworzących kwiat dwuwargowy. Górna warga jest rozcięta na dwie łatki, dolna na trzy. Płatki są białawe, różowo nabiegłe, na dolnej wardze z żółtawopomarańczowym, siatkowatym wzorem. Od zewnątrz płatki są owłosione. Pręciki są cztery i tworzą dwie pary, z nitkami przyrośniętymi do rurki korony. Zalążnia jest dolna, szczeciniasto owłosiona, trójkomorowa. Tylko w jednej komorze jest płodny zalążek, w pozostałych znajdują się liczne, ale sterylne zalążki. Słupek pojedynczy, owłosiony, zwieńczony główkowatym znamieniem.
OwoceNiełupki rozwijające się w szczeciniasto owłosionej, mięśniejącej i drewniejącej przysadce zwieńczone trwałymi, rozpostartymi i także owłosionymi działkami kielicha.

## Biologia i ekologia
Krzewy kwitną w maju i czerwcu. Kwiaty zapylane są przez pszczoły. Owoce dojrzewają w sierpniu i wrześniu. Kwitnąć zaczynają krzewy dopiero po osiągnięciu 15 lat i z wiekiem kwitnienie jest bardziej obfite. W przypadku roślin uprawianych i rozmnażanych wegetatywnie kwitnąć zaczynają już rośliny 3–4-letnie uzyskane z sadzonek. Jesienią liście przebarwiają się na czerwonobrązowo.
W naturze gatunek rośnie na obszarach górskich, na rzędnej od 300 do 1300 m n.p.m.
Liczba chromosomów wynosi 2n = 32.

## Systematyka
Gatunek reprezentuje monotypowy rodzaj kolkwicja (Kolkwitzia Graebner, 1901). W obrębie rodziny przewiertniowatych (Caprifoliaceae) należy do podrodziny zimoziołowych (Linnaeoideae Rafinesque), stanowiąc takson siostrzany rodzaju dwutarczka (Dipelta). W 2012 Maarten J.M. Christenhusz zaproponował scalenie wszystkich przedstawicieli tej podrodziny (rodzajów Abelia, Diabelia, Dipelta, Kolkwitzia i Vesalea) w jeden rodzaj zimoziół Linnaea, w efekcie kolkwicja przeniesiona została pod naukową nazwę Linnaea amabilis (Graebn.) Christenh., Phytotaxa 125: 28 (2013). Propozycja ta nie została powszechnie przyjęta.

## Zastosowanie
Krzew bardzo efektowny w czasie kwitnienia zalecany jest do nasadzeń w formie krzewów sadzonych pojedynczo i w luźnych szpalerach. Nadaje się do ogrodów, parków i zieleni osiedlowej.
Poza formą typową o jasnych kwiatach w uprawie znajdują się odmiany 'Pink Cloud', 'Rosea' o kwiatach intensywniej różowych.

## Uprawa
Roślina dość mrozoodporna (w warunkach Polski uprawiana może być w całym kraju, choć przemarza podczas surowych zim). Wrażliwe są zwłaszcza młode rośliny, w przypadku starszych mogą przemarznąć pędy znajdujące się ponad powierzchnią śniegu. Preferuje gleby gliniaste, żyzne i świeże, dobrze zdrenowane oraz miejsca słoneczne (w ocienionych kwitnienie jest słabsze). W okresach suszy, zwłaszcza w czasie kwitnienia wymaga podlewania.
Roślina może być rozmnażana z nasion, ale siewki należy trzymać w inspektach przez pierwsze dwa lata rozwoju. Dla uzyskania roślin szybko kwitnących rekomendowane jest rozmnażanie wegetatywne. Dobrze i szybko ukorzeniają się sadzonki zielne w czerwcu, sadzonki pozyskane latem także się ukorzeniają, ale trwa to dłużej.
Dla zapewnienia obfitego kwitnienia rekomendowane jest wykonywanie co kilka lat cięcia odmładzającego krzew.